# キーロフ (カルーガ州)
座標: 北緯54度05分 東経34度19分 / 北緯54.083度 東経34.317度

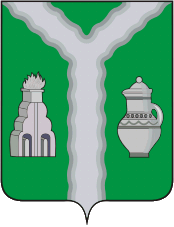
キーロフ市の紋章

キーロフ（ロシア語: Киров, Kirov）は、ロシアのカルーガ州にある町。人口は2万8097人（2021年） 。州都カルーガから南西へ160kmの場所にある。ドニエプル川の支流ボルヴァ川にペソーチナヤ川が合流する地点に位置している。キーロフ市は州の直轄下にあるが、同時にキーロフ地区の中心地でもある。

## 歴史

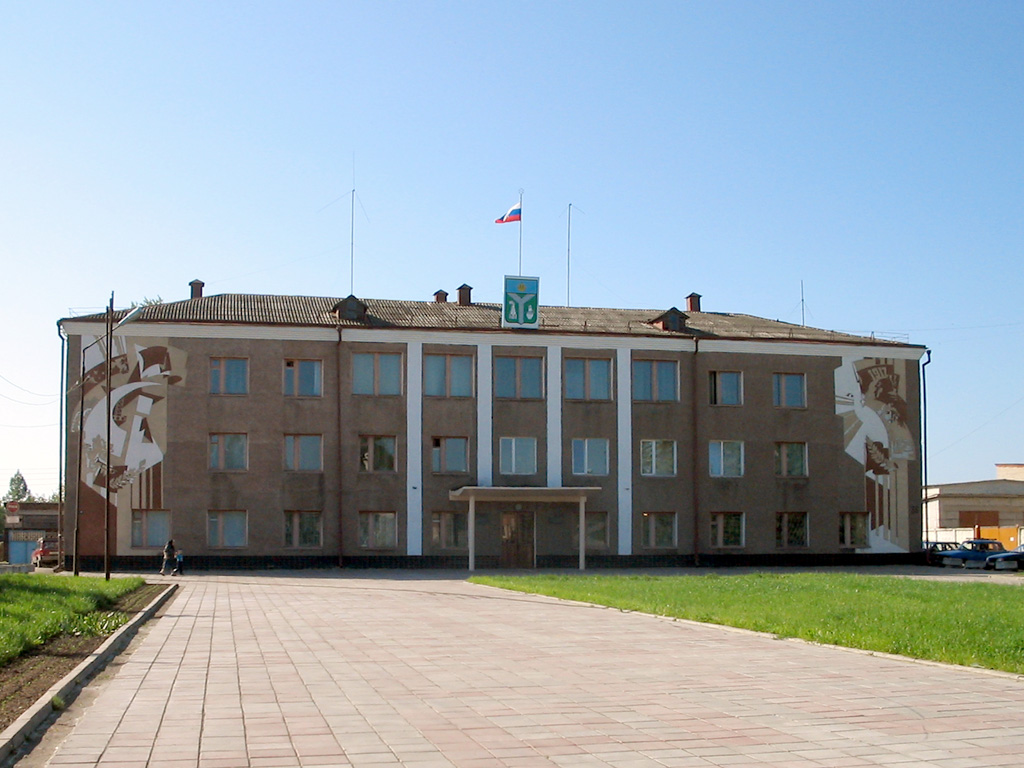
市役所

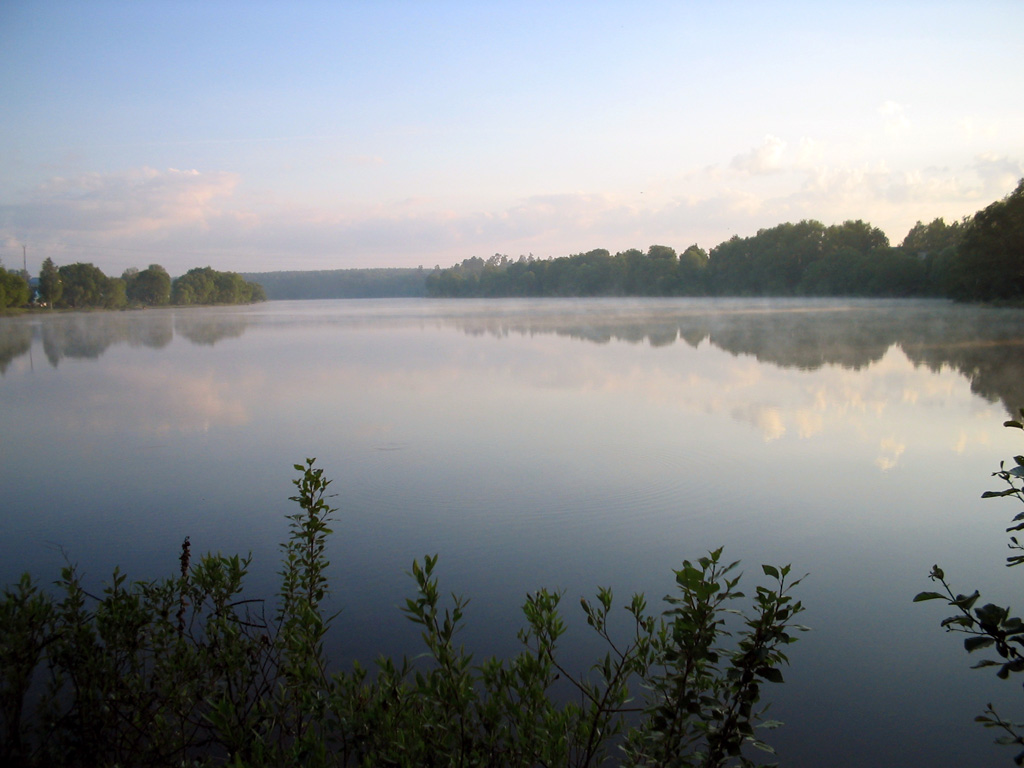
キーロフを流れるボルヴァ川

キーロフは1745年に築かれた集落がもとになっている。この集落は、近くを流れる川の名にちなみペソーチニャ（ペソチニャ、Песочня, Pesochnya）と名付けられた。ペソーチナヤ川の名は、ロシア語で砂を意味するピソーク（песок）にちなむ。集落の建設は、周囲の資源を生かして製鉄所・鉄工所のペソーチェンスキー工場が誕生したことがきっかけだった。
19世紀、工場の新たな所有者となったイヴァン・マルゾフは陶磁器工場も建設した。
1936年、ペソチニャは市に昇格すると同時に、1934年に暗殺された共産党指導者セルゲイ・キーロフを記念してキーロフ市と改名された。
第二次世界大戦（独ソ戦、大祖国戦争）では、1941年10月4日にドイツ国防軍により占領されたが、ルジェフ・ヴャジマ作戦を行う赤軍西部戦線の反攻により1942年1月11日に解放された。

## 文化
キーロフには18世紀末に建てられた生神女誕生大聖堂（церковь Рождества Богородицы）と1893年に建てられたアレクサンドル・ネフスキー大聖堂がある。近隣の村には、かつてこの地に住んでいたスラヴ系民族のヴャチチ族やクリーヴィチ族が10世紀から12世紀にかけて残した墳丘墓（クルガン）が見られる。

## 産業・交通
キーロフの主要な会社は、18世紀に町とともに誕生した鉄工所のキーロフスキー工場と、タイルや衛生陶器を作る陶器工場である。また建設会社、繊維工場、食品工場などもある。
キーロフでは、1934年から1935年にかけて開通したヴャジマ＝ブリャンスク間の鉄道とスヒーニチ＝ロスラヴリ間の鉄道とが交差している。

## ギャラリー

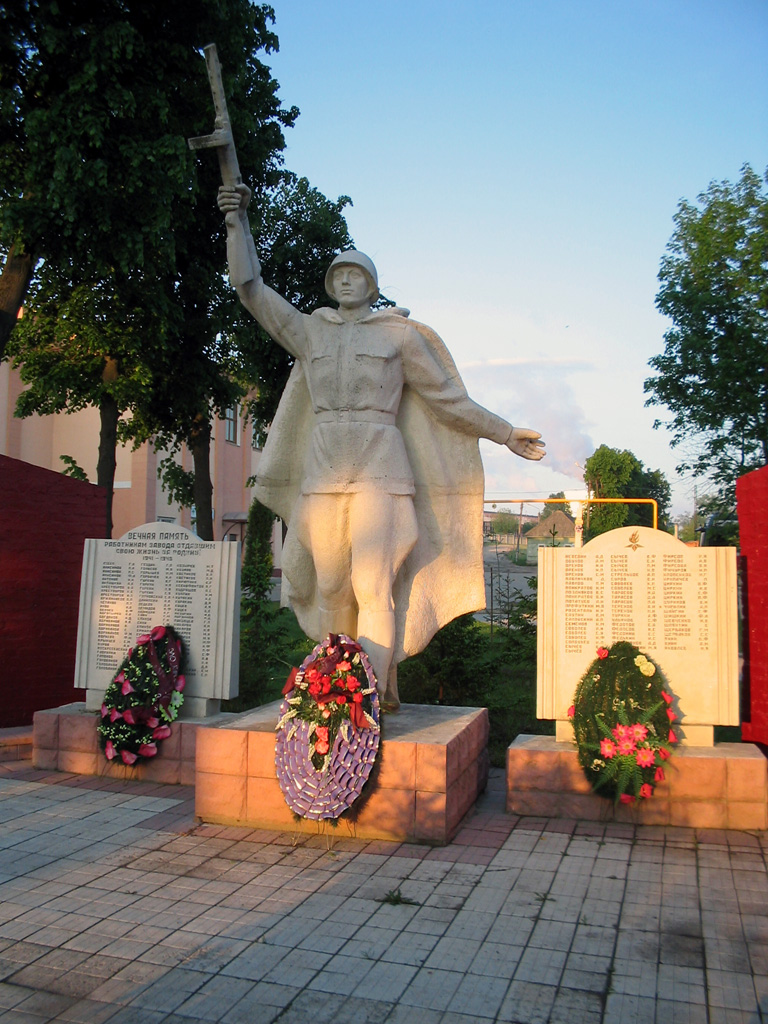
大祖国戦争記念碑
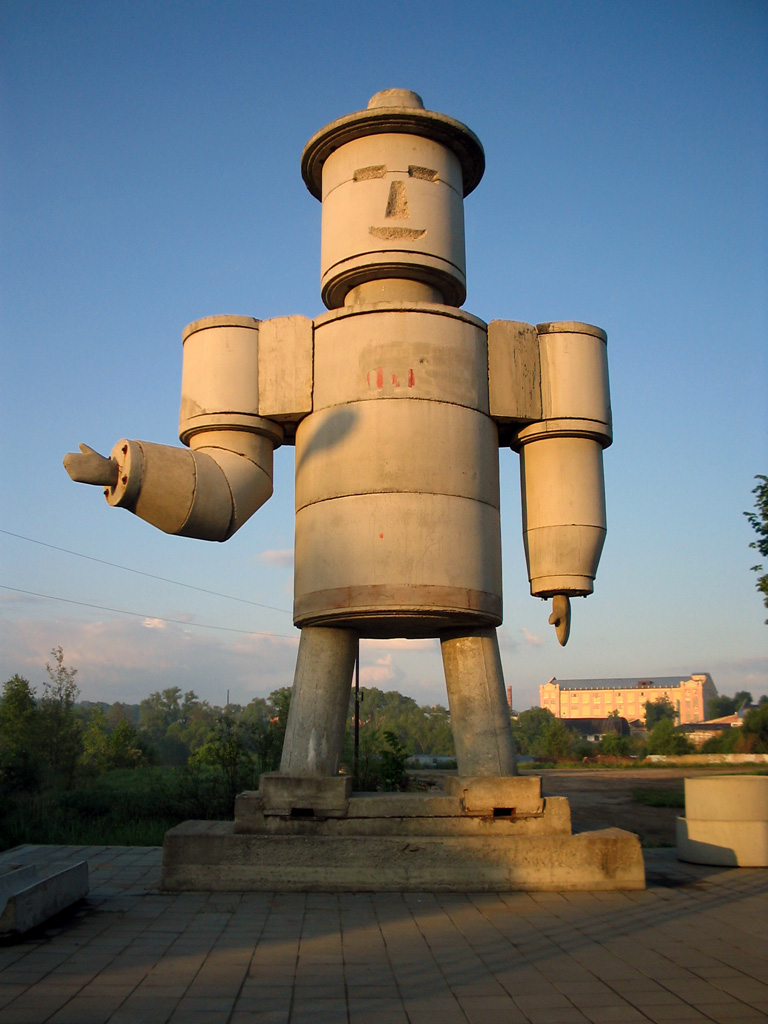
ロボットの像